# Ca n'Altimira (Cerdanyola del Vallès)
Ca n'Altimira és una masia del segle XVI a tocar de l'estació de Cerdanyola del Vallès. Va ser la seu de la biblioteca pública local des del maig de 1991 fins al 2015. L'antic mas de Ca n'Altamira es troba documentat d'ençà el segle XV (en aquella època es denominava Mas Campañá. A partir del segle xvi apareix relacionat amb la família Altamira. L'edifici va obrir les portes com a biblioteca municipal el maig de l'any 1991.

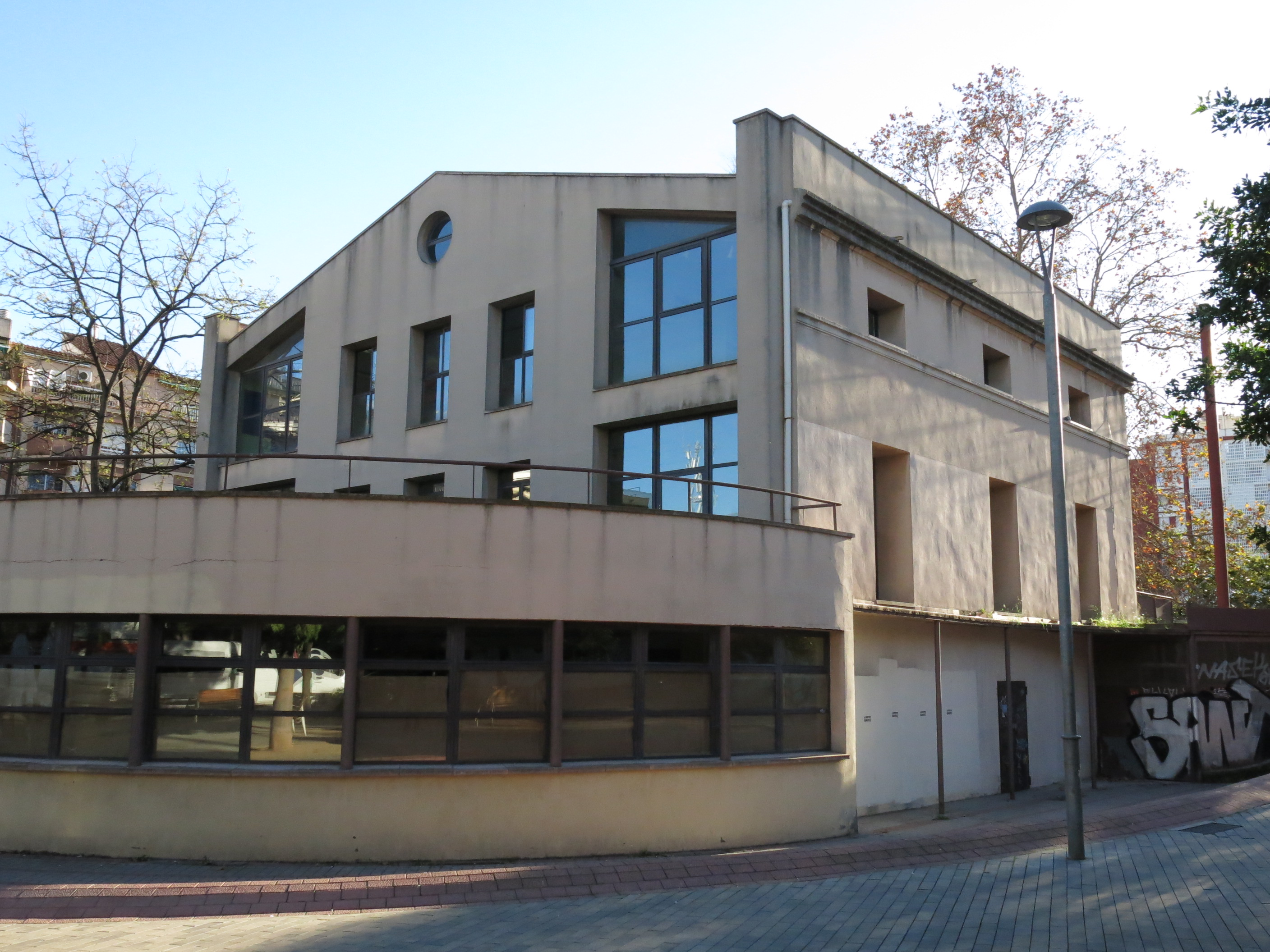
Ampliació de la biblioteca

L'edifici va ser reconstruït a finals del segle xix amb estil neoclàssic sobre una antiga masia de pati tancat. L'edifici consta de planta baixa i dos pisos, amb coberta a dues vessants i en l'actualitat, està totalment remodelat. De la seva configuració anterior conserva la façana d'accés, de planta i dos pisos, amb tres obertures a cada pis. A la planta baixa hi ha la porta centrada d'arc molt rebaixat i finestres rectangulars als costats. Al primer pis hi ha balcons rectangulars, el pis central amb un frontó superior triangular, i al segon pis obertures rectangulars. L'ampliació de la biblioteca per la banda de l'Avinguda Catalunya s'integra en una plaça, formant un conjunt urbanístic unitari. A la banda del riu, en un terreny en pendent, hi ha també una zona enjardinada.